# Clas (Wales)
Clas (walisisch plural: clasau) war die Bezeichnung für eine Kirche einheimischer Bauart im frühen mittelalterlichen Wales. Im Unterschied zu späteren normannischen Klöstern, welche gewöhnlich aus einer Kirche als Hauptgebäude und weiteren kleineren Nebengebäuden wie Kreuzgängen und Küchen bestanden, war ein Clas normalerweise ein einzelnes Gebäude. Es wurde von einer Gemeinschaft von Klerikern unterhalten und durch einen abod geführt. Clasau waren selbstständig und wurden vor Ort verwaltet.
Nach der Normannischen Eroberung von Wales im späten 11. Jahrhundert wurden viele der Clasau in Süd-Wales Zweigstellen von religiösen Häusern in England. Dadurch wurden einige Clasau Teil der benediktinischen oder augustinischen Orden, oder wurden in den folgenden Jahrhunderten durch normannische Kirchen überbaut.

## Clasau in Wales
Eine Karte von Clasau, die aus walisischen Dokumenten-Quellen rekonstruiert werden konnten, wurde 1951 von William Rees erstellt. Wendy Davies hat in ihrer Studie zum Book of Llandaff (englisch The Llandaff Charters, lateinisch Liber Landavensis; walisisch Llyfr Llandaf) 36 Klöster oder Clasau aus der Zeit zwischen 700 und 900 identifiziert. Diese liegen hauptsächlich in der Diözese Llandaff. Daneben beschreibt sie weitere 38 „ecclesiae“, die teilweise monastisch genutzt wurden. Davies vermutet, dass demnach ca. 50 Clasau bestanden haben. Rechnet man diese Zahlen hoch und bezieht man ein, dass es auch einige Clasau außerhalb der Grenzen von Wales (in den Welsh Marches) gegeben haben mag, kann man schätzen, dass ca. 150–200 Clasau bestanden haben. Viele dieser frühen Clasau wurden als Pfründen an die Klöster gegeben, vor allem an diejenigen der Zisterzienser, welche von den Normannen und den Welsh Princes gegründet worden waren.

## Orte die wahrscheinlich ein Clas besaßen
Die folgenden Orte in Wales und den Welsh Marches waren wahrscheinlich früher Standorte von Clasau:
- Aberdaron
- Abergele, heute: St Michael’s Church
- Bangor, St. Deiniol’s Clas, heute: Bangor Cathedral.
- Bangor-on-Dee
- Beddgelert, wurde ein AugustinerKloster
- St Beuno’s Church, Berriew, Montgomeryshire. Gegründet von St. Beuno († c. 640 AD), einem Celtic Saint. Eine Hagiographie ist überliefert,[6] die erzählt, dass er dort in der Nähe des Flusses Severn geboren wurde und zum Unterricht zu St. Tangusius/Tatheus in die römische Siedlung Caerwent bei Newport gesandt wurde. Er erhielt Land in Aberhiew (Berriew) von Mawn ap Brochwel, einem Nachkommen von Brochwel Ysgithrog. Dort gründete er sein Clas. Wunder und weitere Kirchengründungen in Powys und Nordost-Wales werden ihm zugeschrieben, bevor er nach Clynnog Fawr in Caernarfonshire zog, wo er das Kloster bei Clynnog Fawr gründete.[7] Die Kirche steht in einem fast kreisrunden Friedhof und wurde im Mittelalter von der Zisterzienser-Abtei Strata Marcella genutzt.[8]
- Bettws Cedewain, Montgomeryshire. Die Kirche wurde laut der Überlieferung von St Beuno im 6. Jahrhundert gegründet und ihr fast ovaler Kirchhof könnte tatsächlich darauf hindeuten, dass sie aus dem frühen Mittelalter stammt. Mit Rectory und Vicarage wurde sie als Eccli’a de Bethus in der Norwich Taxation von 1254 verzeichnet und als Ecclesia de Bethys mit einem Wert von £5 in der Lincoln Taxation von 1291. Zwischen 1254 und 1272 wurde sie Eigentum der Zisterzienserabtei Strata Marcella, wo sie bis zu deren Auflösung verblieb.[8]
- Caer Gybi, an der Stelle der St Cybi’s Church bei Holyhead, Anglesey (= walisisch Caergybi, Ynys Môn).
- Clynnog Fawr, an der Stelle der heutigen St Beuno’s Church
- Corwen
- Coychurch, an der Stelle der heutigen St. Crallo’s Church
- Glasbury, dessen Name auf das Clas zurückgeht
- Henllan[9]
- Llanbadarn Fawr, Ceredigion, eines der wichtigsten Clas des frühchristlichen Wales
- Llancarfan, zugeschrieben dem St. Cadog
- Llandeilo, gegründet von St Teilo
- Llanddewibrefi
- Llanelwy (St Asaph), Denbighshire. Nach der Legende gegründet von St Kentigern und dessen Nachfolger Saint Asaph (Asaf/Asa), an der Stelle steht heute die Parish Church of St Kentigern and St Asa.
- Llanllwchaiarn, Montgomeryshire. Die Kirche ist dem St Llwchaiarn geweiht und geht auf eine frühe Gründung zurück. Es gibt allerdings keine Hinweise auf die Gestaltung des Kirchhofes. Sie gehörte im Mittelalter zu den Pfründen der Llanllurgan-Nunnery. Man vermutet, dass es sich um ein clas gehandelt haben könnte,[10] aber alternativ könnte es auch eine Chapelry des Clas von Llanmerewig gewesen sein. Es heißt, das Llanlwchaiarn ein Cousin von St Beuno gewesen sei, der das clas im Nahegelegenen Berriew gegründet hatte, aber diese Angaben stammen aus einer späten Quelle, von Sion Ceri, einem lokalen Dichter aus dem 16. Jahrhundert.[11]
- Penmon, St Seiriol’s Clas
- Tywyn, an der Stelle der heutigen St Cadfan’s Church